# Eburnación
La eburnación es un proceso degenerativo del hueso que se encuentra comúnmente en individuos con osteoartritis o pseudoartrosis provocadas por fracturas. La fricción en la articulación provoca la conversión del hueso subcondral en una superficie similar al marfil en el lugar donde se erosiona el cartílago. El vocablo deriva del latín eburneus, que significa "de marfil". 
La osteoartritis es una enfermedad degenerativa de las articulaciones caracterizada en gran medida por la pérdida central de cartílago y la formación compensatoria de hueso periférico (osteofitos). Cameron y Macnab determinaron que el desgaste corrosivo y el desgaste abrasivo desempeñan un rol en la producción de eburnación.
Laiger observó que la eburnación puede resultar tanto de la osteoartritis (OA) como de la artritis reumatoide (AR) en una etapa avanzada. Afirmaron que si bien la AR y la artropatía ocronótica tienen procesos diferentes, ambas pueden producir patrones de eburnación similares. 
A medida que el cartílago se desgasta, queda al descubierto el hueso subcondral desnudo. La eburnación describe la esclerosis ósea que se produce en las zonas de pérdida de cartílago.